# Wireless Wide Area Network
Les réseaux étendus sans fil (WWAN pour Wireless Wide Area Network) sont également connus sous le nom de réseaux cellulaires mobile. Il s'agit des réseaux sans fil les plus répandus puisque tous les téléphones mobiles sont connectés à un réseau étendu sans fil. Les principales technologies sont les suivantes :
- GSM (Global System for Mobile Communications ou en français Groupe Spécial Mobile)
- GPRS et EDGE (General Packet Radio Service)
- UMTS (Universal Mobile Telecommunications System)
- LTE (Long Term Evolution)

### Source
- Cet article est partiellement ou en totalité issu du site commentcamarche.net, le texte ayant été placé par l’auteur ou le responsable de publication sous la licence de documentation libre GNU ou une licence compatible.